# Mia Medved
Mia Medved (4 de junio de 1999) es una deportista eslovena que compite en piragüismo en la modalidad de aguas tranquilas.
Ganó una medalla de bronce en el Campeonato Mundial de Piragüismo de 2024 y una medalla de plata en el Campeonato Europeo de Piragüismo de 2024.

## Palmarés internacional
| Campeonato Mundial | Campeonato Mundial      | Campeonato Mundial | Campeonato Mundial |
| Año                | Lugar                   | Medalla            | Competición        |
| ------------------ | ----------------------- | ------------------ | ------------------ |
| 2024               | Samarcanda (Uzbekistán) | Medalla de bronce  | K4 500 m mixto     |
| Campeonato Europeo |                         |                    |                    |
| Año                | Lugar                   | Medalla            | Competición        |
| 2024               | Szeged (Hungría)        | Medalla de plata   | K2 200 m           |